# Рвачёв, Владимир Логвинович
Владимир Логвинович Рвачёв (21 октября 1926, Чигирин, Черкасский округ, Украинская ССР — 26 апреля 2005, Харьков) — советский и украинский математик, механик и логик. Академик АН УССР (1978), профессор, доктор физико-математических наук. Заслуженный деятель науки и техники Украины (1997).
Ректор Харьковского института радиоэлектроники (1964—1967), заведующий кафедрой теоретической и математической физики Харьковского политехнического института (1969—1970), заведующий отделом прикладной математики и вычислительных методов Института проблем машиностроения (1967—2005).

## Биография
Родился в 1926 года в Чигирине в семье учителей. Сестра — известный учёный Екатерина Логвиновна Ющенко. Среднюю школу окончил в Ташкенте. В 1943 году поступил в Харьковский институт инженеров железнодорожного транспорта, учёба в котором была прервана в связи с призывом на действительную службу в Военно-Морской Флот. После демобилизации в 1947 году поступил во Львовский университет на физико-математический факультет, где принимал участие в семинарах с академиками М. Я. Леоновым, Я. Б. Лопатинским, В. И. Моссаковским, В. В. Панасюком, Я. С. Подстригачом. В 1952 году с отличием окончил университет и был направлен на работу старшим преподавателем в одну из воинских частей военно-морского флота.
В период с 1952 по 1955 год работал над проблемой, связанной с решением задач о штампе-полосе и бесконечной балке, лежащей на упругом полупространстве, работа завершилась защитой кандидатской диссертации во Львовском университете. В 1955 году был назначен заведующим кафедрой высшей математики в Бердянском педагогическом институте, где он работал до 1963 года. В этот период организовал работу первого вычислительного центра среди педагогических институтов на Украине.
В 1960 году в Институте проблем механики АН СССР защитил докторскую диссертацию, посвящённую пространственным контактным задачам теории упругости. Через год получил учёное звание профессора. В 1964—1967 годы был первым ректором Харьковского института радиоэлектроники, а с 1969 года — заведовал кафедрой теоретической и математической физики (впоследствии кафедра прикладной математики) Харьковского политехнического института. Параллельно с работой в политехническом институте был сотрудником Института проблем машиностроения АН УССР, где возглавлял отдел прикладной математики и вычислительных методов. В 1972 году был избран членом-корреспондентом АН УССР, а в 1978 году — действительным членом АН УССР.

## Научная работа
В работах в области механики широко использовал результаты бурно развивавшихся в 1950—1970-е годы кибернетики, информатики и вычислительной техники. Особое внимание учёного привлекла проблема учёта геометрической информации, характерная для широкого класса задач оптимизации и математической физики, решаемых с помощью ЭВМ. В 1963 году заложил основы новой математической теории R-функций, возникшей на стыке математической логики, классических методов прикладной математики и современных методов кибернетики. Одним из основных результатов этой теории является решение обратной задачи аналитической геометрии, суть которой состоит в том, что для заданного геометрического объекта требуется написать его уравнение. Исторически эта проблема восходит ещё к Декарту. Рвачёву удалось решить эту проблему таким образом, что стало возможным строить уравнение любых сложных геометрических объектов (локусов) в виде единого аналитического выражения, представляющего собой элементарную функцию.
Является одним из основоположников теории атомарных функций. В частности, им была поставлена задача о нахождении простейшей атомарной функции up(x). Атомарные функции, развитые в работах профессоров В. А. Рвачёва и В. Ф. Кравченко, нашли практическое применение в задачах теории аппроксимации, радиофизики, цифровой обработки сигналов и др. областях.
Внёс существенный вклад в развитие неархимедова счисления. В 1989 году предложил новое алгебраически изоморфное классическому исчисление, названное неархимедовым, в котором аксиома Архимеда, сформулированная для отрезков, на которой базируется весь классический математический аппарат, была заменена аксиомой о существовании наибольшего числа. Были опубликованы работы по приложениям неархимедовых исчислений в физике дальнего космоса и сделаны первые нетривиальные выводы о том, что смещения спектров неподвижных объектов в красную сторону не является следствием расширения Вселенной, а идея о её рождении в результате большого взрыва миллиарды лет назад, может быть поставлена под сомнение.

## Научно-педагогическая работа
Основатель научной школы по методу R-функций, насчитывающей более 70 кандидатов и 20 докторов наук, 2 членов-корреспондентов НАН Украины. Среди учеников Рвачёва — члены-корреспонденты НАН Украины Юрий Стоян и Александр Божко, заслуженный деятель науки РФ Виктор Кравченко, 6 лауреатов Государственной премии Украины в области науки и техники.

## Общественно-научная деятельность
Возглавлял работу харьковского городского научного семинара «Прикладные методы математики и кибернетики», читал лекции для преподавателей и аспирантов по теории R-функций и её приложениям. Выступал на международных конференциях с докладами по теории R-функций. Был членом президиума Национального комитета по теоретической и прикладной механике, членом редколлегий нескольких научных журналов.

## Публикации
Автор и соавтор около 600 научных работ и ряда монографий:
1. Рвачёв В. Л., Ющенко Е. Л. «Некоторые вопросы аналитического описания геометрических объектов сложной логической системы». — Киев: Общество «Знание» УССР, 1965.
2. Рвачёв В. Л. «Геометрические приложения алгебры логики». — Киев: Техніка, 1967.
3. Рвачёв В. Л. «Элементы дискретного анализа и теории R-функций (Учебное пособие)». — Харьков: Изд-во Харьк. политехн. ин-та, 1972.
4. Литвин О. М., Рвачёв В. Л. «Класична формула Тейлора, її узагальнення та застосування». — Київ: Наукова думка, 1973.
5. Рвачёв В. Л., Гончарюк И. В. «Кручение стержней сложного профиля (Учебное пособие)». — Харьков: Изд-во Харьк. политехн. ин-та, 1973.
6. Рвачёв В. Л., Курпа Л. В., Склепус Н. Г., Учишвили Л. А. «Метод R-функций в задачах об изгибе и колебаниях пластин сложной формы». — Киев: Наук. думка, 1973.
7. Рвачёв В. Л. «Методы алгебры логики в математической физике». — Киев: Наук. думка, 1974.
8. Рвачёв В. Л., Слесаренко А. П. «Алгебра логики и интегральные преобразования в краевых задачах». — Киев: Наук. думка, 1976.-289 с.
9. Рвачёв В. Л., Проценко В. С. «Контактные задачи теории упругости для неклассических областей». — Киев: Наук. думка, 1977.
10. Рвачёв В. Л., Слесаренко А. П. «Алгебро-логические и проекционные методы в задачах теплообмена». — Киев: Наук. думка, 1978.
11. Рвачёв В. Л., Рвачев В. А. «Теория приближений и атомарные функции». — М.: «Знание», 1978.
12. Рвачёв В. Л., Рвачев В. А. «Неклассические методы теории приближений в краевых задачах». — Киев: Наук. думка, 1979.
13. Рвачёв В. Л. «Теория R-функций и некоторые её приложения». — Киев: Наук. думка, 1982.
14. Рвачёв В. Л., Манько Г. П. «Автоматизация программирования в краевых задачах». — Киев: Наук. думка, 1983.
15. Рвачёв В. Л., Курпа Л. В. «R-функции в задачах теории пластин». — Киев: Наук. думка, 1987.
16. Рвачёв В. Л., Шевченко А. Н. «Проблемно-ориентированные языки и системы для инженерных расчетов». — Киев: Техніка, 1988.
17. Рвачёв В. Л., Синекоп Н. С. «Метод R-функций в задачах теории упругости и пластичности». — Киев: Наук. думка, 1990.
18. Кравченко В. Ф., Рвачёв В. Л. «Алгебра логики, атомарные функции и вейвлеты в физических приложениях». — М.: Физматлит, 2006.